# .vg
.vg는 영국령 버진아일랜드의 인터넷 국가 코드 최상위 도메인이다. 이 도메인은 또한 비디오 게임의 준말로 인기가 있다. 철권 5를 위해 남코에서 사용한 바 있다. (www.tekken.vg www.play.vg 등)

## 같이 보기
- .vi
- .uk
- 버진고다섬